# S. P. Lee (Schiff, 1920)
Die USS S. P. Lee (DD-310) war ein Zerstörer der Clemson-Klasse der United States Navy. Benannt wurde das Schiff nach dem Konteradmiral Samuel Phillips Lee.
Auf Kiel gelegt am 31. Dezember 1918 lief der Zerstörer am 22. April 1919 vom Stapel und wurde am 30. Oktober 1920 in den Dienst der US-amerikanischen Pazifikflotte gestellt.

Am 8. September 1923 lief die S.P. Lee bei der Schiffskatastrophe bei Honda Point auf Grund und wurde einen Tag später aufgegeben (34° 36′ N, 120° 39′ W); alle Besatzungsmitglieder konnten gerettet werden. Das Wrack wurde zur Verschrottung verkauft.

## Der Unfall
Die Schiffe des 11. Zerstörergeschwaders (Destroyer Squadron 11/DESRON 11) unter der Führung des Geschwaderkommandeurs, Captain Edward H. Watson, waren auf dem Weg von San Francisco nach San Diego in Kalifornien. Das Geschwader bestand aus 14 Schiffen, die alle der Clemson-Klasse angehörten und jünger als fünf Jahre waren. Watson befand sich auf dem Zerstörer USS Delphy (DD-261), der die Linie anführte.
Um 21:00 Uhr drehten die Schiffe nach Osten auf einen Kurs von 095°, um den Santa Barbara Channel anzusteuern. Die Navigation beruhte auf Kopplung. Zwar verfügte die Delphy über eine Funkpeileinrichtung, jedoch vertraute man dieser neuen Technik nicht und hielt die Peilungen für fehlerhaft. Auch verzichtete man auf Lotungen der Wassertiefe, weil man dafür die Geschwindigkeit hätte reduzieren müssen und weil die Schiffe Übungen unter Kriegsbedingungen durchführten.